# تی‌دبلیوام
در رایانش، تی‌دبلیوام (به انگلیسی: twm) مدیر پنجره استاندارد سامانه پنجره اکس از نسخه X11R4 به بعد است. در ابتدا twm به معنی «مدیر پنجره تام» (به انگلیسی: Tom's Window Manager) بود اما بعد از اینکه بنیاد اکس. ارگ آن را به عنوان مدیر پنجره استاندارد خود انتخاب کرد، نام آن را به مدیر پنجره زبانه‌ای (به انگلیسی: Tab Window Manager) تغییر دارد. twm مدیر پنجره‌ای از نوع re-parenting است. twm در زمان خود موفقیت بزرگی به حساب می‌آمد. اما بعدها به صورت گسترده توسط دیگر مدیر پنجره‌ها جایگزین شد. چرا که مدیر پنجره‌های جدیدتر از ابزار ویجت استفاده می‌کردند و بنابراین ظاهر دلپسندتری داشتند؛ در حالی که twm مستقیماً با استفاده از کتبخانه اکس نوشته شده بود. مدیر پنجره‌های زیادی از کدهای twm به عنوان پایه و اساس خود استفاده کردند که مهمترین آنها مدیر پنجره مجازی اف یا همان FVWM است. twm در اصل توسط تام لااسترنگ نوشته شد که او در این باره می‌گوید «من پشت کامپیوترم که یک monochrome Sun 3/50 بود نشستم و vi twm.c را تایپ کردم و سپس مستندات اکس را هم باز کردم. twm اولین برنامه من برای اکس بود و شش ماه بعد من مدیرم را قانع کردم تا یک کپی از آن را برای آزمایش به گروه خبری comp.windows.x ارسال کنم.» کیث پاکارد، جیم فالتون و دِیو استرنلیچ مشارکت کنندگان بعدی این پروژه و از اعضای کنسرسیوم اکس بودند. twm بسیار تنظیم پذیر و قابل گسترش است.